# Aleksandr Ivanovič Ivanov
Aleksandr Ivanovič Ivanov (in russo Александр Иванович Иванов?; Leningrado, 14 aprile 1928 – San Pietroburgo, 29 marzo 1997) è stato un calciatore sovietico, dal 1991 russo, di ruolo attaccante.

## Carriera

### Club
Durante la sua carriera ha giocato solo nello Zenit Leningrado, in cui ha trascorso 10 stagioni.

### Nazionale
Conta 5 presenze con la Nazionale sovietica.